# Stadion Startu Katowice
Stadion Startu Katowice – nieistniejący już wielofunkcyjny stadion w Katowicach, w Polsce.
Stadion został wybudowany przez klub piłkarski 1. FC Katowice, po tym jak w 1930 roku odmówiono mu dzierżawy stadionu przy ul. Kościuszki. Otwarcie nowego obiektu nastąpiło w 1934 roku, a na inaugurację gospodarze przegrali z Tennis Borussią Berlin 1:5. Po II wojnie światowej stadion wykorzystywano do rozgrywek żużlowych. 3 sierpnia 1947 roku rozegrano na nim pierwsze w Polsce po wojnie spotkanie międzynarodowe (Polska Zachodnia – Team Praga-Pilzno 25:23). W 1948 roku zorganizowano kolejne dwa spotkania, Polska Zachodnia – Morawy 19:29 i Śląsk – Praga 37:22. W 1956 roku powstały sekcje żużlowe Gwardii i Auto Mobil Klubu, które przystąpiły do rozgrywek ligowych. Rok później obie drużyny się połączyły (występowały odtąd jako Gwardia), a w 1958 roku zespół się rozpadł. Gospodarzem obiektu po wojnie była Gwardia Katowice (dawniej Policyjny Klub Sportowy), a następnie Start Katowice. W 2016 roku w miejscu zaniedbanego i od dawna nieużywanego obiektu otwarto korty tenisowe.